# Lárgatanya
Lárgatanya románul: Văleni, falu Romániában, Erdélyben, Kolozs megyében.

## Fekvése
Kiskályán (Căianu Mic) közelében fekvő település.

## Története
Lárgatanya (Văleni) korábban Kiskályán (Căianu Mic) része volt.
1910-ben 107 lakosából 90 román, 17 magyar, 1956-ban 414 lakosa volt. 1966-ban 387 lakosából 348 román, 30 magyar, 
1977-ben 339 lakosából 322 román, 17 magyar, 1992-ben 222 lakosából 213 román, 9 magyar, a 2002-es népszámláláskor pedig 196 lakosából 194 román, 2 magyar volt.